# دهنگ
دهستان دِهُنگ  از توابع بخش مرکزی شهرستان بستک در غرب استان هرمزگان در جنوب ایران واقع شده‌است.
این دهستان در ۴۰ کیلومتری شمال شرقی بستک واقع شده‌است.

## جمعیت
جمعیت این روستا بر اساس سرشماری سال 1390
```
جمعیت آن۲۰6۵ نفر (۴۳۹
خانوار
)
```

بوده‌است. که از اهل سنت و از شاخه شافعی هستند یعنی از پیروان امام محمد ادریس شافعی می‌باشند و به زبان اچمی تکلم می‌کنند.
دارای تأسیسات زیر است: آب لوله‌کشی، برق، گاز، تلفن، دبستان پسرانه، دبستان دخترانه، مدرسه راهنمائی، دبیرستان، درمانگاه، مسجد و ۱۵ باب آب‌انبار برکه می‌باشد. نزدیکترین فرودگاه به دهنگ در شهر لار واقع شده‌است.
مردمان روستای دهنگ مردمان خونگرم و مهمان‌نوازند.
گفتنی است مردم این روستا به زبان اچمی صحبت می‌کنند.

## محدوده دهنگ
از شمال روستای تسان، پاکوه و کوه بُر و کوه لومه‌ای، از جنوب رودخانه شور گوده، از مغرب به ملوردی، و از سمت مشرق به روستای تدرویه محدود می‌گردد.

## پیشینه
دهنگ روستایی قدیمی است که قدمت آن به قبل از اسلام می‌رسد اما این افراد قبل از اسلام در تسان که ان روزها بسیار پر جمعیت بود زندگی می‌کردند تمب کیشک از آثار دوران ساسانی است اهالی این روستا به تحصیل علم و دانش علاقه‌ای وافر داشته و تأسیس اولین دبستان آن در سال ۱۳۳۷ خورشیدی، و اولین مدرسه راهنمائی در سال ۱۳۵۸. وجود تحصیلکرده‌های متعددی در رده کاردانی، کارشناسی، کارشناسی ارشد و دکتر در جای جای ایران مشغول خدمت رسانی به مردم هستند قابل ذکر است.
- استاد احمد حبیبی نویسنده، محقق و پژوهشگری است که در زمینه‌های تاریخ، هرمزگان‌شناسی و فرهنگ بومی بستک دارای تألیفات متعددی است و اهل این روستا می‌باشند.[۵]

## کشاورزی
این دهستان سابقه‌ای طولانی در زمینه کشاورزی دارد. آثار هشت رشته قنات که از دامنه‌های شمالی کوههای آن تا دشت‌های فراخ و گسترده‌اش کشیده شده‌اند مؤید این مدعاست.
۱۵ دستگاه پمپ آب کشاورزی دارد. تنها روستایی است که بخشی از آب زیرزمین آن شیرین است. اما نباید زیاد ته‌زنی کنند وگرنه شور خواهد شد. سال‌هایی که بارندگی کم می‌شود، آب چاه‌ها هم کم می‌گردد، و رفته رفته شور می‌گردد. یک رشته از قنات‌ها دایر است که باغ نخل و مرکبات را در زمینی به نام ناخری آبیاری می‌کند.
حدود ۲۰۰ من (۸۰۰ کیلوگرم) می‌توان کشت نمود. نخل دیم ۱۰ هزار اصله نخل آبی ۲۰۰۰ با تلمبه ۲۰۰۰ و ۱۰ هزار من زمین کشاورزی دیم و برکه دارد.
کشاورزی، دامداری سنتی و صنعتی و مرغداری از جمله بخش‌های فعال اقتصادی این دهستان می‌باشد.

## قنات‌ها
آثار چندین رشته قنات بایر در درون و پیرامون روستا دیده می‌شود:
- 1. قنات سید زاویه واقع در ده قدیم سمت شرق.
  2. قنات ریشه‌آباد واقع در ده قدیم سمت شرق.
  3. قنات ریشه آباد دشت چاه بالا.
  4. قنات احمد محمدی واقع در دشت چاه بالا.
  5. قنات سبخه‌آباد.
  6. قنات ناخری  دائر است در شمال ده ۱۳ کیلومتری باغ نخل و مرکبات است.
  7. قنات گُرگ

خوشبختانه کمی بیشتر از دیگر روستاها فعالیت کشاورزی دیده می‌شود.

## زمین‌لرزه
در دهنگ و گوده در سال ۱۳۳۵ خورشیدی زلزله ای شدید به قدرت ۷ ریشتر رخ داد و ده قدیم به‌طور کلی با خاک یکسان شد. این زمین‌لرزه ۳۲ نفر کشته وصدها نفر زخمی برجای گذاشت.
در جنب ده قدیم که در اثر زلزله ویرانه شده بود، سمت شمال با کمک شیر و خورشید وقت و با همکاری مالکین زمین که بی‌دریغ زمین اهداء کردند بلافاصله ساختمان ده با نقشه‌ای منظم و مرتب و زیبا شروع شد و شهرکی مرتب و تمیز بنا شد.
آب تمام خانه‌های شهرک جدید شیرین و آشامیدنی است.
بین دهنگ و پاکوه ۲ فرسخ (۱۲ کیلومتر) فاصله‌است که آبش شیرین است.

## فهرست منابع و مآخذ
- محمدیان، کوخردی، محمد.  «شهرستان بستک و بخش کوخرد»  ج۱. چاپ اول، دبی: سال انتشار ۲۰۰۵ میلادی.
- عباسی، قلی، مصطفی،  «بستک وجهانگیریه»،  چاپ اول، تهران: ناشر: شرکت انتشارات جهان معاصر، سال ۱۳۷۲ خورشیدی.
- سلامی، بستکی، احمد.  (بستک در گذرگاه تاریخ)  ج۲ چاپ اول، ۱۳۷۲ خورشیدی.
- بالود، محمد.  (فرهنگ عامه در منطقه بستک)  ناشر همسایه، چاپ زیتون، انتشار سال ۱۳۸۴ خورشیدی.
- بنی عباسیان، بستکی، محمد اعظم،  «تاریخ جهانگیریه»  چاپ تهران، سال ۱۳۳۹ خورشیدی.
- الکوخردی، محمد، بن یوسف، (کُوخِرد حَاضِرَة اِسلامِیةَ عَلی ضِفافِ نَهر مِهران Kookherd، an Islamic District on the bank of Mehran River) الطبعة الثالثة، دبی: سنة ۱۹۹۷ للمیلاد.
- بختیاری، سعید،،  «اتواطلس ایران» ، “ مؤسسه جغرافیایی وکارتگرافی گیتاشناسی، بهار ۱۳۸۴ خورشیدی.
- نگاره‌ها از: محمد محمدیان.
- محمد، صدیق «تارخ فارس» صفحه‌های (۵۰ ـ ۵۱ ـ ۵۲ ـ ۵۳)، چاپ سال ۱۹۹۳ میلادی.
- محمدیان، کوخری، محمد، “ (به یاد کوخرد) “، ج۱. ج۲. چاپ اول، دبی: سال انتشار ۲۰۰۳ میلادی.
- اطلس گیتاشناسی استان‌های ایران [Atlas Gitashenasi Ostanhai Iran] (Gitashenasi Province Atlas of Iran)